# ジョイス・トラベルビー
ジョイス・トラベルビー（Joyce Travelbee、1926年 - 1973年）は、アメリカの看護学者。1946年、ニューオーリンズのデパウル病院看護学校を卒業。その後、州内のオテル・ド・デュー（慈善病院）看護学校などで講師として精神科看護を教える。
1956年にルイジアナ州立大学で看護学士、1959年、エール大学で修士号を取得。ルイジアナ州立大学、ニューヨーク大学、ミシシッピ大学などで教鞭をとり、フロリダ大学で博士課程に在籍中の1973年に死去。
専門は精神科看護で、ヴィクトール・フランクル、ロロ・メイ、カール・ヤスパースなどに強く影響を受けた実存哲学的な看護師-患者関係論や精神科看護論を展開。病気、苦難、希望といった概念を深く掘り下げ、理論のための理論ではない、臨床現場の現実に即した看護論としてその分野で広く共感を持って迎えられた。その早すぎる死は、看護学にとって大きな損失であった。

## 著書
- 『人間対人間の看護』（Interpersonal Aspects of Nursing）医学書院 1974年
- 『対人関係に学ぶ トラベルビー看護論の展開』（M.E.Doonaとの共著、Travelbee's Intervention in Psychiatric Nursing）医学書院 1994年

ぱ